# 焔 (絵画)
「焔」（ほのお）は上村松園による絵画である。『源氏物語』の「葵」をもとにした能楽『葵上』に登場する六条御息所にヒントを得て、嫉妬の炎ゆえに生霊となった女性を描いた作品である。1918年に描かれ、文部省美術展覧会（文展）に出展され、その後東京国立博物館に所蔵された。清純な美人画を得意とした松園の絵の中で、本人にとって「たった一枚の凄艶な絵」と自認する作品であり、情念に満ちた女の姿を描いた本作は「異色の代表作」と称されている。

## 内容

### 人物
松園本人の述懐によると、『源氏物語』の「葵」をもとにした能楽『葵上』に登場する六条御息所にヒントを得て、「中年女の嫉妬の炎」を描いた作品である。着物を着た黒髪の豊かな女が、髪を一房噛みしめながら鑑賞者側に振り返っている様子を描いている。背中を丸めてうつむいている女性の顔は青白く、歯にはお歯黒をつけている。裾や足の部分がぼかされており、この女性が生身の人間ではなく、生霊であることがほのめかされている。顔や髪の毛の部分についてもぼかしの技法を多用している。
目は絹本の裏から金泥をほどこす形で彩色されている。これは松園が自らの謡の師である金剛巌より、能面である「泥眼」が目の部分に金泥を用いているということを聞いて取り入れたためである。

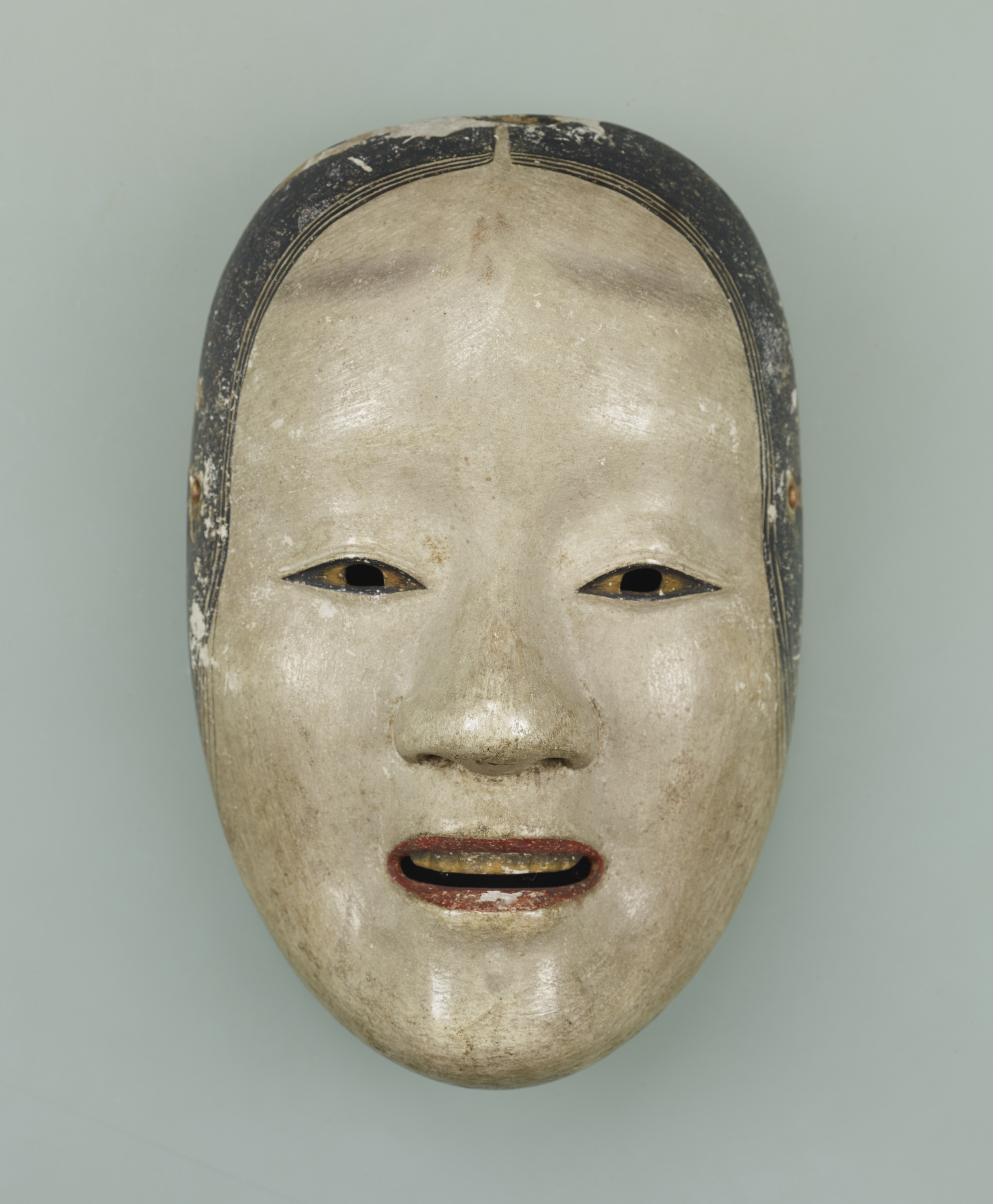
『葵上』や『鉄輪』で前シテが使用する泥眼

謡曲『葵の上』に登場する暴力的な六条御息所よりは、原作の『源氏物語』に登場する知性と気品に満ちた六条御息所を思わせる絵であり、そうした知的な女性が嫉妬に苦悩する様子を描いた作品のように見えると言われている。

### 衣装
衣装は『源氏物語』の時代ではなく桃山時代風になっている。これは柄が大きく華やかな着物を用いたほうが絵として効果的であるという判断にもとづくものではないかと考えられる。また、衣類を違う時代のものにすることにより、物語や時代の制約から意図的に絵を切り離そうとする意図を指摘するものもある。着物に蜘蛛の巣のモチーフが使われているのは、当初、『葵上』とは別の謡曲である『鉄輪』を題材に作品を構想していた時の名残である。この蜘蛛の巣は銀泥と胡粉で描かれている。銀色だった部分はその後、劣化により黒くなっている。同じく着物にあしらわれている藤の花の模様は紫と黄色で、黄色の花や葉には金泥が使用されている。藤の花の模様は「品格と理性」を表すようにも見えるが、一方で揺れる花の房は心の動揺を示す「邪悪さを宿した美しいものの象徴」のようにも見え、解釈によって上品なものに見えたり、恐ろしく見えたりするなど、見る者や見た年代、状況などに応じてさまざまな印象を与える。

### 全体について
絹本に着色したものであり、縦は190.9センチ、横幅は91.8センチの大きさである。直線をほとんど使わず、よじれた曲線だけで構成することにより、強い感情を表現している。背景は他の松園の代表作同様に無地であるが、雲のような濃淡があり、これが不穏さを醸し出すのに貢献している。右肩下がりの木へんで「松」が記された「松園女」という落款があり、43ミリ×45ミリの大きな印章が押されているが、この印章は「焔」を最後に使用されなくなる。

## 背景

### 制作まで

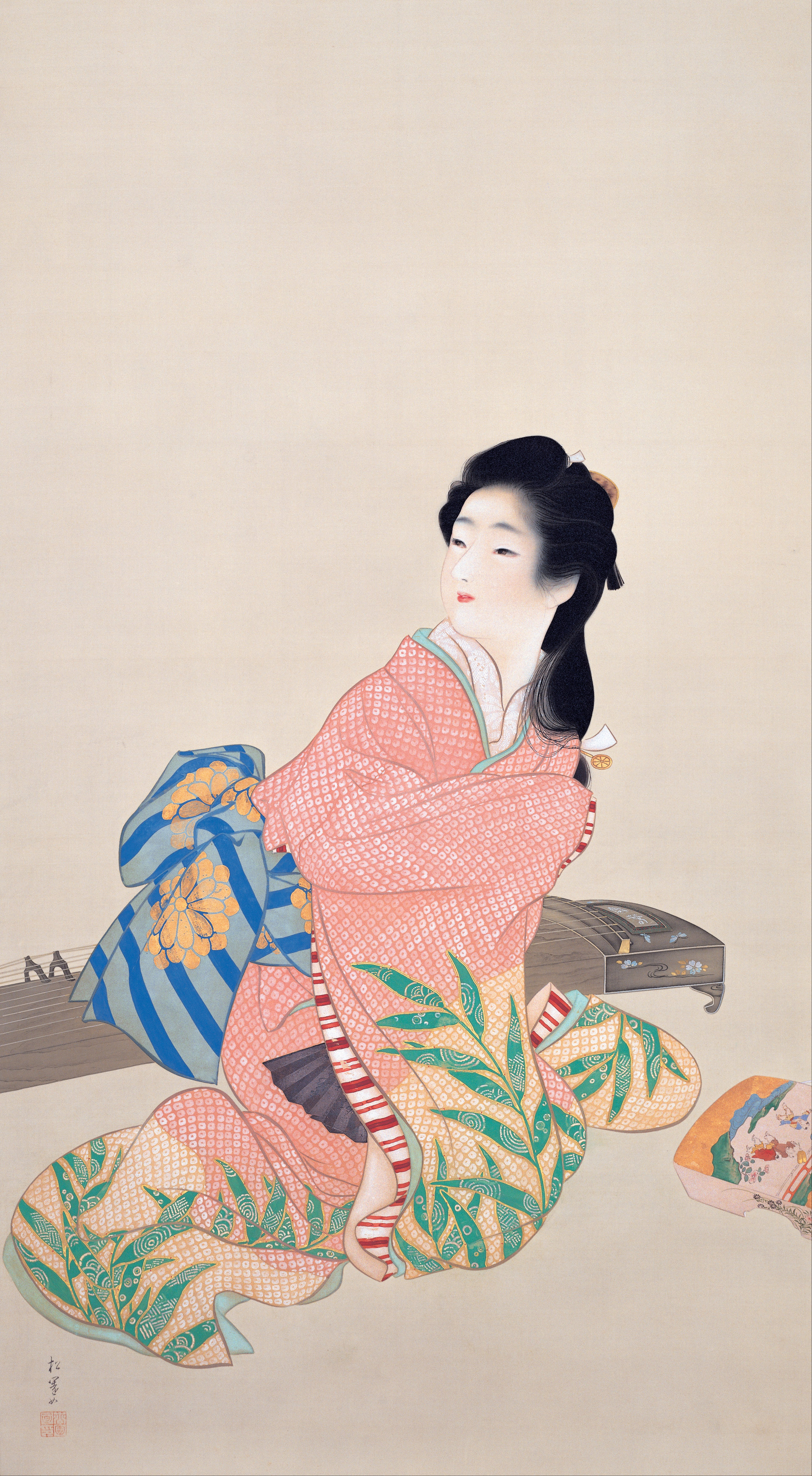
1914年に松園が描いた「娘深雪」。当時の松園が得意としていた、可憐な女性を描いた作品である。

松園は1914年頃から能楽をテーマとする絵を制作するようになり、1915年には『花筐』を題材とする「花がたみ」を制作した。「花がたみ」は第9回文部省美術展覧会に出展されたが、この時に「美人画室」と呼ばれる美人画だけの展示室が作られ、この部屋に展示された当時の風俗に取材したなまめかしい美人画のたぐいは批評家から低い評価を受けるようになった。上村松園をはじめとする女性画家はこうした美人画に対する非難のターゲットになっており、美人画室は女性画家や、そうした女性画家が得意とする美人画に対する世間の蔑視を象徴するようなものとなった。「花がたみ」はこの部屋には展示されていなかったが、これ以降、松園は文部省美術展覧会の出展に際しては現代風俗を扱うことに対して警戒するようになった。
一方で松園は、女性画家としての視点から女性の内面を表現することにこだわりがあったものの、得意としていた清楚で可憐な女性像が古典的すぎて現代的な生々しさ、斬新さがないという批判を受け、スランプにも陥っていた。村上華岳や土田麦僊といった新しい画風の画家たちが国画創作協会を立ち上げて京都で活動しており、こうした新潮流に比べると面白味がないとみなされていた。1917年の夏頃からは松園は神経衰弱になり、この年の文部省美術展覧会には出展できなかった。

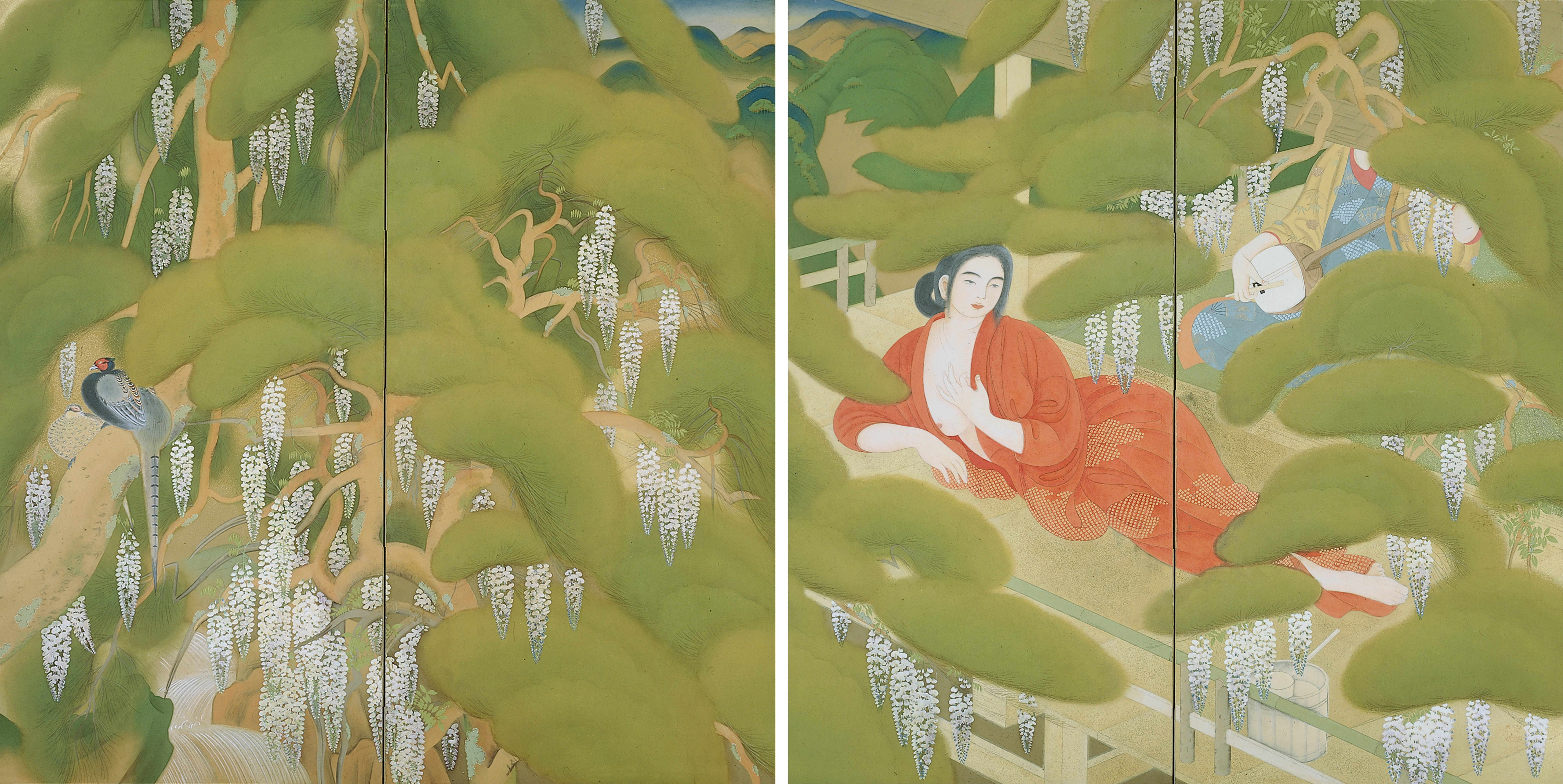
1918年、第1回国画創作協会展に出展された土田麦僊の「湯女」。

こうしたスランプを脱することができない悩みをぶつけた結果としてできあがったのが、『葵上』からヒントを得た「焔」であった。松園の孫である上村淳之によると、こうした状況でしばらく絵が描けなかった松園は「生霊ならば形になると考え」て本作にとりかかったという。「焔」というタイトルになる前は「生き霊」という仮題がついていたが、あまり本人は納得がいっていなかったため、松園の謡の師である金剛巌に相談して「焔」とした。本作の背景には竹内栖鳳、この絵が描かれた1918年に死亡した師の鈴木松年（松園の息子である上村松篁の父親ではないかということも言われている）、京大生で恋人だったと考えられている今井令吉などとの関係が反映されているという推測もあるが、詳しいことはわかっていない。松園は本作について、自分の画業の中でも「たった一枚の凄艶な絵」であると回想している。

### 制作後

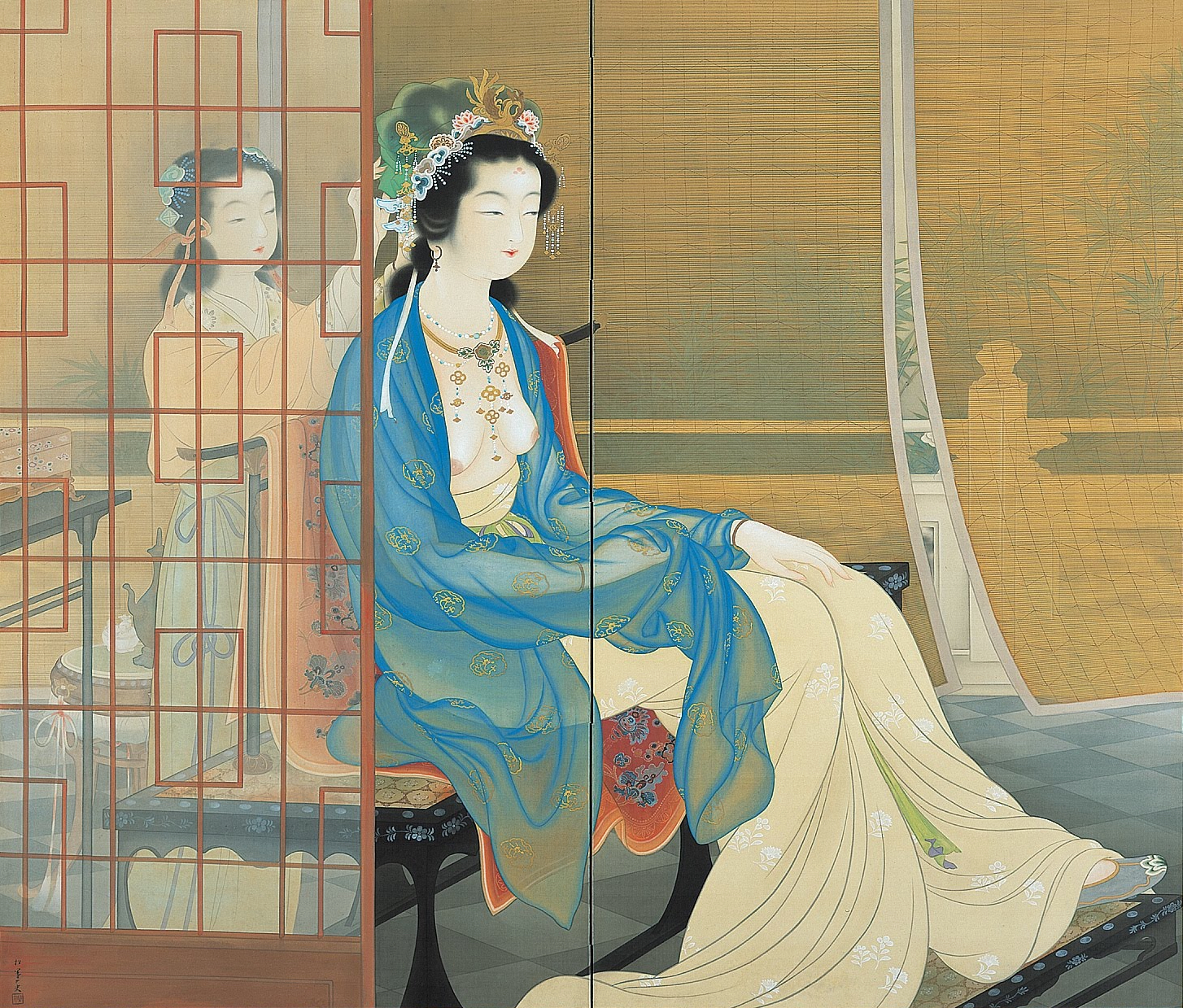
上村松園「楊貴妃」。

本作は第12回文部省美術展覧会に出展され、松園が「不調を脱するきっかけ」となったと言われているが、一方でこの作品で暗い情念を追求しきってしまったため、嫉妬という醜い感情を描くのにはあまり適さない美人画の限界を感じてこの方向性を探究することができなくなってしまったという推測もされている。この直後に松園は全く作風の異なる「天女」の絵を描いたと自ら述べているが、松園は天女などに類する絵をいくつか描いており、この天女の絵がどの作品であるかははっきりわかっていない。しかしながら松園はそれでも完全にスランプを乗り越えられなかったのか、4年後に「楊貴妃」を描くまでしばらくの間、大きな展覧会では作品を発表しなかった。「楊貴妃」を描くまでは小規模な作画依頼などをこなしていたのではないかと推測され、どのような作品を描いたのか不明な点も多い。「焔」を描いて以降の期間は「次に大きく脱皮するエネルギーの蓄積期間」であり、完全にスランプを脱するまでは10年もかかったと言われている。「焔」以降の松園はより「内に思いを秘めた女性像」を描くようになったが、一方でこうした突き詰めた情念の表現を完成させたことにより、より穏やかな品格のある女性像に傾注するようにもなったという。

## 影響源

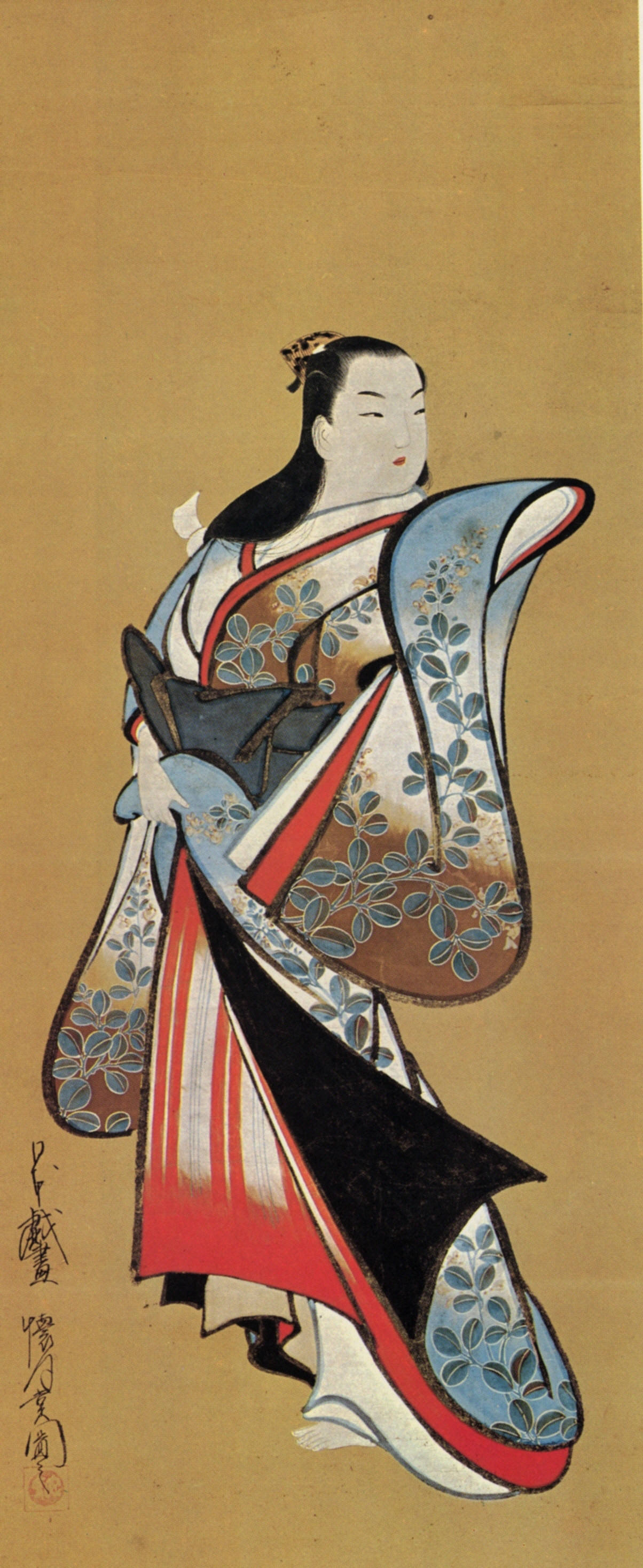
懐月堂安度「立姿美人図」。

能楽が大きな影響源である。「焔」は『源氏物語』の「葵」を原作とする能楽の謡曲『葵上』に登場する六条御息所からインスピレーションを得て描かれている。『葵上』は、光源氏を愛する六条御息所が、源氏の正妻である葵上に対して嫉妬心をつのらせ、生霊となって恋敵を襲うという作品である。ただし、描かれているのは六条御息所ではあるが、「六条御息所をそのまま絵画化したのではなく、女性の姿態を借りて嫉妬の情念を表した」ような作品であり、『源氏物語』や謡曲『葵上』の物語を明確に思い出させるような描写は削ぎ取られ、強烈な感情を描くことに焦点が当てられている。　　　
松園は当初、謡曲『鉄輪』からヒントを得て、丑の刻参りや藁人形などを用いた呪いを描くことも構想していたが、結局は『葵上』をヒントに作品を作ることとなった。顔立ちを描くにあたっては能面から影響を受けている。
松園はこの絵を描くにあたり、円山派や四条派の幽霊画などを綿密に研究して準備を行った。とりわけ、円山応挙の幽霊美人画の伝統を受け継ぐような作品であると言える。また、寛文美人図をはじめとする浮世絵を研究した形跡もあり、懐月堂安度などの影響も見受けられる。山口素絢や祇園井特など、京都の画壇において主流とは言えないものの存在していた暗く生々しい美人画の作風の伝統を受け継ぐものであるとも言われている。

## 受容

### 展示
本作は1918年、第12回文部省美術展覧会に出展された。こうしたおどろおどろしい生き霊などの絵はあまり文展出展作としては向いていないと考えられるが、それでも松園は本作を出展した。出展時の反応は比較的好評であった。
その後、東京国立博物館が「焔」を所蔵するようになった。絵の具が剥離しかけるなど傷みが激しかったため、1992年に一度修復された。劣化のため、他館への貸し出しはあまり行われておらず、他館での展覧会では模写が展示されることもある。

### 評価
代表作ではあるが、「清らかで品があり、それでいてフンワリした優しげな京美人」を得意とする松園の作品の中ではおどろおどろしく妖艶な内容であり、明白な「例外」と見なされている。松園はもともと清純な女性像を理想として描いていたが、「焔」は松園の作品の中でも「理想のバランスが崩れようとする瀬戸際の女人を描いた、ただ一枚の絵」として特別視されている。
女性画家として苦労していた松園の生き様と結びつけられて考えられがちな作品であり、「松園自身の怨みを描いた」ものであるとか、「当時の松園の心の自画像」であるというような指摘もある。松園は極めて活動的な画家であったが、男性中心的な画壇の中でつらい目にあうこともあり、「御息所の苦悶はそのまま松園の苦悩」であったと解釈する向きもある。「近代の女性が意志とはかかわりなく負わされた限界、スランプを乗り越えようとする強い気持ち」から生まれた作品として評価されている。美人画について斬新さや深みが無いという批判を受けがちだった松園が、「嫉妬や狂気というような形には捉えられない女性の内面」を克明に描くことによって独自のリアリズムの追求を目指した作品であると言える。
同じく能楽にインスピレーションを得て激情を秘めた女性を描いた絵である先行作「花がたみ」(1915) との類似性も指摘されている。一方で晩年の絵である「草子洗小町」や「砧」に比べると、同じ能楽を題材とした作品としては成熟していないという評価もある。
劣化により、鑑賞者の見方が変化している可能性も指摘されている。描かれた当時は蜘蛛の巣は銀が劣化しておらず、薄墨色であったはずだが、その後に銀が劣化して黒っぽい色になった。このため、描かれた当時の鑑賞者はこの絵を不気味である一方で気品をたたえた作品として受け取っていたが、21世紀の鑑賞者は蜘蛛の巣の模様をより妖しい雰囲気をもったものとして受け取りがちである。

### 後世への影響
1981年から翌年にかけて『朝日新聞』に連載された宮尾登美子の小説『序の舞』は上村松園をモデルとしており、宮尾は「焔」のことを朝日新聞の記者から聞いてインスピレーションを受けたという。「焔」は小説にも登場する。この小説がヒットして以来、松園の絵が注目されるようになり、代表作である「焔」を見たいという要望も増えるようになった。このため東京国立博物館は1992年に本作をより古い作品よりも優先的に修復し、展示するようになった。
瀬戸内寂聴は松園の絵の中でこれが最も気に入っていると述べており、「一人の女性が男を好きになって、その男が別の女をつくったときに誰もが感じる、嫉妬の感情と苦痛が強くにじみ出ている」と称賛していた。
2015年の花房観音の小説『鳥辺野心中』には本作への言及がある。

### 模写
彦根市の宗安寺にはこの絵を「さらに幽霊らしくした」模写と思われる絵があるが、作者などの来歴はよくわかっていない。縦102センチ、横幅44センチで、ややオリジナルより小さい。供養を目的として寺に寄贈されたと思われる。